# Cantonul Briey
Cantonul Briey este un canton din arondismentul Briey, departamentul Meurthe-et-Moselle, regiunea Lorena, Franța.

## Comune
| Comune        | Populație (1999) | Cod poștal | Cod INSEE |
| ------------- | ---------------- | ---------- | --------- |
| Anoux         | 287              | 54150      | 54018     |
| Avril         | 579              | 54150      | 54036     |
| Les Baroches  | 348              | 54150      | 54048     |
| Briey         | 4 858            | 54150      | 54099     |
| Jœuf          | 7 453            | 54240      | 54280     |
| Lantéfontaine | 685              | 54150      | 54302     |
| Lubey         | 151              | 54150      | 54326     |
| Mance         | 583              | 54150      | 54341     |
| Mancieulles   | 1 419            | 54790      | 54342     |